# Die Sünden meines Vaters
Die Sünden meines Vaters (Alternativtitel: Cocaine Bandits 2 – Sins of My Father; Originaltitel: Pecados de mi padre) ist ein argentinisch-kolumbianischer Dokumentarfilm aus dem Jahr 2009 mit Sebastián Marroquín über seinen Vater, den kolumbianischen Drogenbaron Pablo Escobar.

## Inhalt
Der Sohn des kolumbianischen Drogenbarons Pablo Escobar namens Sebastián Marroquín (Juan Pablo Escobar Henao) berichtet erstmals gemeinsam mit seiner Mutter María Isabel Santos (Victoria Eugenia „Tata“ Henao) sowohl von dem einstigen Leben im Kreise seines Vaters als auch von der Zeit seit dessen Ermordung im Jahr 1993. Auch verbliebene Angehörige der im Auftrag von Pablo Escobar getöteten Politiker Rodrigo Lara Bonilla und Luis Carlos Galán schildern vor laufender Kamera die Umstände und Folgen der Tötung beider Mordopfer. Des Weiteren begibt sich Sebastián Marroquín erstmals seit 12 Jahren aus dem Exil in Argentinien nach Kolumbien, wo er auf jene Hinterbliebene trifft und die Grabstätte seines Vaters besucht.

## Liste der Interviewpartner
- Sebastián Marroquín (Juan Pablo Escobar Henao) – Sohn von Pablo Escobar
- María Isabel Santos (Victoria Eugenia „Tata“ Henao) – Witwe von Pablo Escobar
- Rodrigo Lara Restrepo – Anwalt und Sohn von Rodrigo Lara Bonilla
- Juan Manuel Galán Pachón – Politiker und Sohn von Luis Carlos Galán
- Carlos Fernando Galán – Politiker und Sohn von Luis Carlos Galán
- Claudio Mario Galán Pachón – Politiker und Sohn von Luis Carlos Galán

## Hintergrund
Der von Compañía Argentina De Películas in Kooperation mit dem ZDF, Arte und Channel 4 produzierte Dokumentarfilm wurde im September des Jahres 2009 auf dem Biarritz Film Festival uraufgeführt und erschien in Kolumbien am 10. Dezember 2009. In deutscher Fassung wurde er im Juni 2010 mit dem Titel Die Sünden meines Vaters beim Filmfest München uraufgeführt und am 21. Februar 2011 auf Arte veröffentlicht. Im Vertrieb von Los Banditos Films erschien er am 31. Januar 2012 auf DVD und Blu-ray Disc unter dem Titel Cocaine Bandits 2 – Sins of My Father.